# Zanthoxylum piperitum
Zanthoxylum piperitum, cunoscut și sub numele de piper japonez, piper coreean, sanshō (山椒) și chopi (초피), este un arbust deciduu spinos aromatic, aparținând familiei Rutaceae (citrice și virnanț). Aria naturală de răspândire se întinde de la Hokkaido la Kyushu în Japonia, la părțile de sud ale peninsulei coreene și China continentală. Planta înrudită Z. schinifolium, numită inuzanshō (イヌザンショウ „sansho câinesc”?), apare în sud, până în Yakushima și atinge o înălțime de 3 metri.
Este o plantă gazdă importantă pentru mai multe specii indigene japoneze de fluture rândunică, inclusiv Papilio xuthus.

## Nume
În japoneză, numele sanshō (山椒?) se referă la Z. piperitum, iar numele inuzanshō (犬山椒 „sanshō câinesc”?) se referă la Z. schinifolium. În coreeană, cuvântul sancho (산초) se referă la Z. schinifolium, iar cuvântul gaesancho (개산초, "sancho") se referă la Z. armatum. În Coreea, Z. piperitum este numit chopi (초피). În Japonia, Z. armatum var. subtrifoliatum, care este o varietate de Z. armatum, este numit fuyuzanshō (冬山椒, „sanshō de iarnă”).
|                                | Japoneză                     | Coreeană                   |
| ------------------------------ | ---------------------------- | -------------------------- |
| Z. piperitum                   | sanshō                       | chopi                      |
| Z. schinifolium                | inuzanshō (sananshō câinesc) | sancho                     |
| Z. armatum                     |                              | gaesancho (sancho câinesc) |
| Z. armatum var. subtrifoliatum | fuyuzanshō (sanshō de iarnă) |                            |

## Descriere

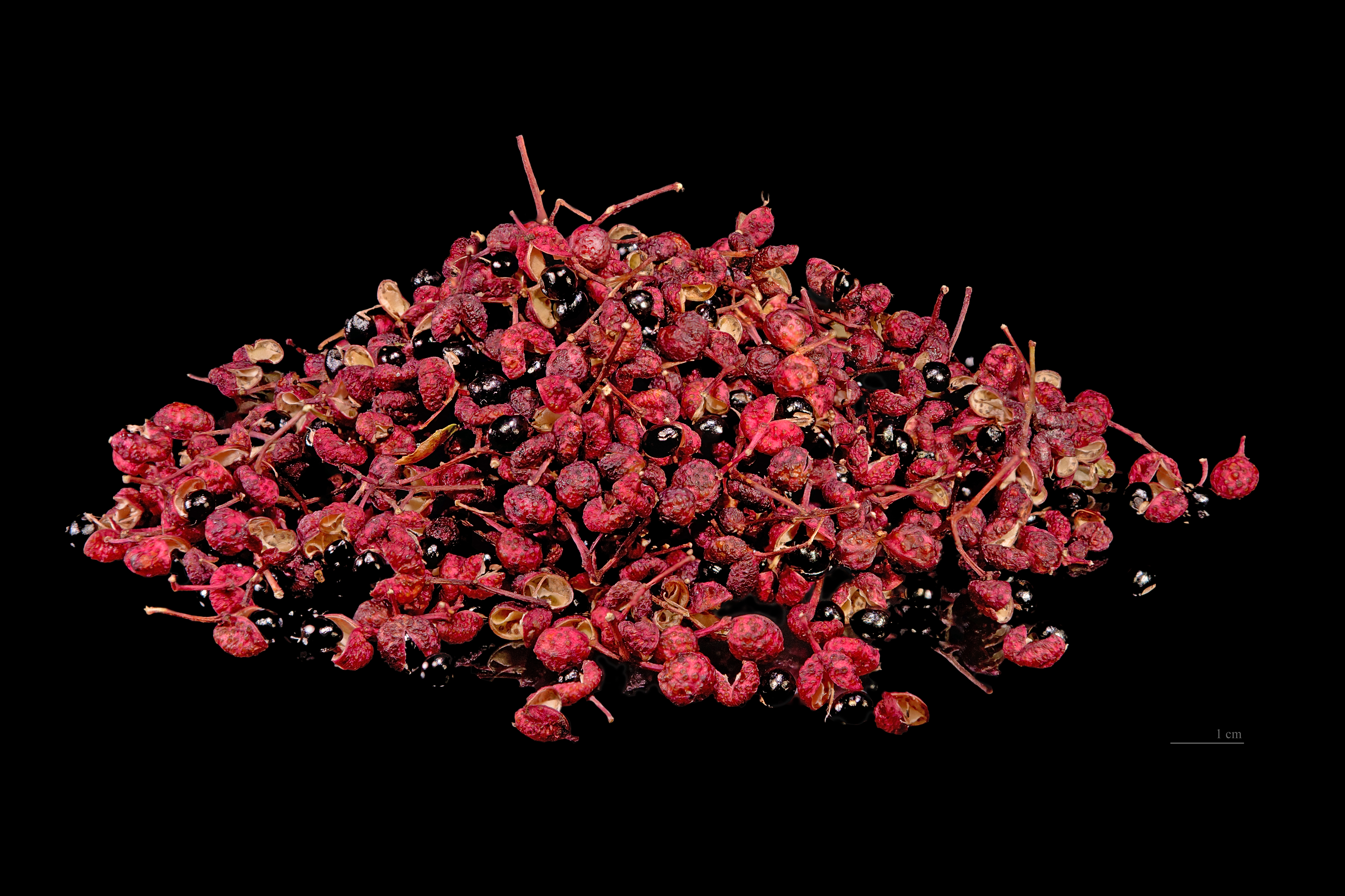
Fructe și semințe

Copacul înflorește în lunile aprilie-mai, formând grupuri de flori axilare, de aproximativ 5 mm și de culoare galben-verde. Este o plantă dioică, iar florile plantei de sex masculin pot fi consumate ca hana-sanshō, în timp ce florile plantei de sex feminin produc fructe (similare cu boabele de piper) de aproximativ 5 mm.
Pentru recoltarea comercială, soiuri fără spini numite Asakura sansho sunt cultivate pe scară largă. În lunile septembrie-octombrie, fructele se înroșesc și plesnesc, împrăștiind semințele negre.
Pe ramuri cresc perechi de spini ascuțiți și frunze compuse penate, aranjate alternativ, cu 5-9 perechi de foliole ovate, ușor zimțate.

## Cultivare
În Japonia, prefectura Wakayama crește 80% din producția internă. Aridagawa, Wakayama produce o varietate specială numită budō sanshō („struguri sansho”), cu fructe mari, în grupuri, semănând cu un ciorchine de struguri. Soiul fără spini, Asakura sansho, își trage numele de la locul său de origine, districtul Asakura din Yabu, Hyōgo.

## Utilizări

### În bucătărie

#### Japonia

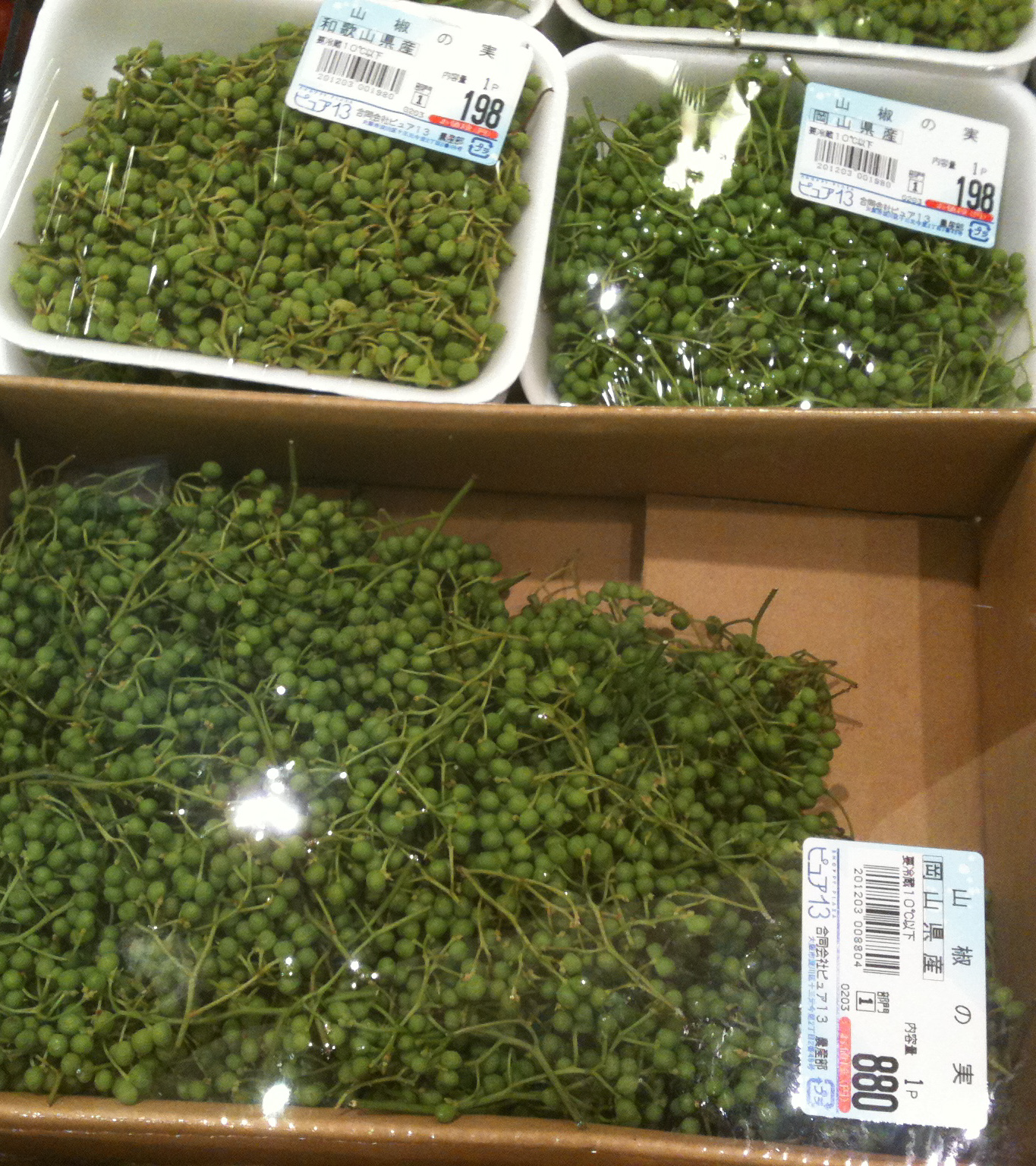
Sancho proaspăt într-un supermarket din Japonia

Fructele mature măcinate („boabe de piper”), cunoscute sub numele de „piper japonez” sau kona-zanshō (粉ざんしょう), reprezintă condimentul standard pentru presărarea pe kabayaki-unagi (țipar fript). Sunt, de asemenea, unul din cele șapte ingrediente principale din amestecul de condimente numit shichimi, care conține și ardei iuți roșii. Sanshō măcinat fin, kona-zanshō, este de obicei vândut în pachete sigilate, iar porții individuale sunt incluse în pachetele de țipar la grătar ce pot fi cumpărate în magazine. Deși ardeiul iute nu este folosit niciodată pe unagi, poate (alături de shichimi) fi folosit în loc de sanshō, după gust, pentru a aroma, de exemplu, supa miso, diverse feluri cu tăiței în supă sau înmuiați în tsuyu (sos), tsukemono (murături), teriyaki sau pui prăjit.
Frunzele tinere și mugurii, numite ki-no-mé sau ko-nu-mé (木の芽, „mugure de copac”) sunt „vestitori” ai primăverii, și de multe ori sunt găsite drept garnitură pentru pește la grătar și supe. Au un gust diferit, care nu este pe placul tuturor. Pentru a elibera aroma, tradiția cere ca între palme să se așaze o frunză, iar apoi să se bată din palme puternic, pocnind. Frunzele tinere sunt zdrobite și amestecate cu miso folosind suribachi (mortar) pentru a crea o pastă, similar cu sos pesto, care este apoi folosită pentru a face diverse aemono (salată). Ingredientele principale tipice pentru salata kinome-ae sunt mugurii de bambus proaspeți, dar sosul poate fi folosit și la sashimi, scoici, calmar sau alte legume, precum tara-nu-mi (muguri de aralia).
Fructele imature verzi sunt blanșate și sărate și denumite ao-zanshō („sansho verde”). Fructele sunt în mod tradițional fierte în algele maro tsukudani, dar astăzi sunt disponibile și ca shoyu-zuke, unde sunt cufundate în sos de soia. Fructele sunt, de asemenea, gătite cu pești mici și aromate cu sos de soia (chirimen jako), un element de specialitate din Kyoto, deoarece Muntele Kurama de la periferia orașului este o zonă renumită pentru creșterea acestor plante.
În centrul și nord-estul Japoniei, sanshō este folosit pentru a îmbogăți aroma unui fel din orez nelipicios numit goheimochi, care este uns cu o pastă pe bază de miso și fript pe grătar. De asemenea, sunt comercializate arare (biscuiți de orez) cu aromă de sanshō și mochi dulce cu sanshō.

#### Coreea

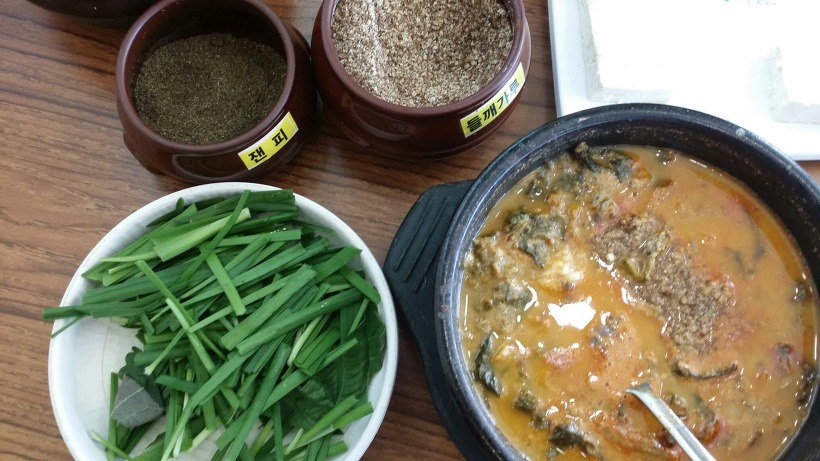
Chueo-tang (supă de pește) servit cu chopi măcinat, perilla măcinat și arpagic de usturoi

Atât planta, cât și fructele sale (sau boabe de piper), cunoscute în general sub numele de chopi (초피), au nume locale care diferă de la un dialect la altul, precum jepi (제피), jenpi (젠피), jipi (지피), și jopi (조피), mai ales în sudul peninsulei, unde planta este cultivată și consumată în cantități mari. În bucătăria coreeană din sud, fructele chopi uscate și măcinate sunt folosite drept condiment pentru diverse feluri de mâncare, precum chueo-tang (supă de pește), maeun-tang (tocană de pește picantă) și hoe (pește crud).
Frunzele tinere ale plantei, numite chopi-sun (초피순), sunt folosite drept plantă culinară sau legumă namul în bucătăria sid-coreeană. Frunzele pot fi consumate și murate, ca jangajji, prăjite în tigaie pentru a face buchimgae (clătită), twigak și bugak. Uneori, frunze chopi se adaugă într-un amestec cu anșoa și sare pentru a face un sos de pește, numit chopi-aekjeot.

### În artă

#### Japonia
În Japonia, lemnul gros al acestui copac este transformat într-un pistil de lemn, pentru a fi utilizat cu suribachi.

### În medicină

#### China
Cojile fructelor sunt utilizate în scopuri medicinale. În medicina tradițională chineză, acestea au utilizări similare cu hua jiao și piperul de Sichuan.

#### Japonia
În Japonia, cojile fructelor mature, ale căror semințe au fost scoase, sunt considerate o formă de medicament brut. Acestea reprezintă un ingredient pentru o tinctură amară și pentru vinul toso, servit ceremonial. Gustul puternic derivă din sanshool și sanshoamidă. De asemenea, conțin uleiuri aromatice precum geraniol, limonen și citral.

### În pescuit

#### Coreea
În părțile de sud din Coreea, fructul este folosit în mod tradițional la pescuit. Fiind otrăvitoare pentru peștii mici, câteva fructe presărate într-un iaz face ca peștii să plutească la scurt timp după.